# Лјехил (Мериленд)
Лјехил (енгл. Layhill) насељено је место без административног статуса у америчкој савезној држави Мериленд.

## Демографија
По попису из 2010. године број становника је 5.169.
| Група             | 2000.    | 2010.         |
| Белци             | 0 (0,0%) | 1.550 (30,0%) |
| Афроамериканци    | 0 (0,0%) | 1.806 (34,9%) |
| Азијати           | 0 (0,0%) | 801 (15,5%)   |
| Хиспаноамериканци | 0 (0,0%) | 908 (17,6%)   |
| Укупно            | 0        | 5.169         |